# Zaretxni (Sverdlovsk)
|  | Per a altres significats, vegeu «Zaretxni». |

Zaretxni (en rus: Заречный) és una ciutat de l'óblast de Sverdlovsk, a Rússia, segons el cens del 2021 tenia 28.171 habitants.